# خميني شهر (غوهران)
خمیني شهر (بالفارسية: خمینی‌شهر) هي قرية تقع في إيران في قسم غوهران الريفي. يقدر عدد سكانها بـ 812 نسمة بحسب إحصاء 2016.